# Droga wojewódzka 314
Die Droga wojewódzka 314 (DW 314) ist eine 17 Kilometer lange Droga wojewódzka (Woiwodschaftsstraße) in der polnischen Woiwodschaft Lebus und der Woiwodschaft Großpolen, die Kargowa mit Świętno verbindet. Die Strecke liegt im Powiat Zielonogórski und im Powiat Wolsztyński.

## Streckenverlauf
Woiwodschaft Lebus, Powiat Zielonogórski
-  Kargowa (Unruhstadt) (DK 32, DW 313)
- Nowy Jaromierz (Neu Hauland)

Woiwodschaft Großpolen, Powiat Wolsztyński
- Wilcze (Wilze)
-  Świętno (Schwenten) (DW 315)